# 박석영
박석영(1973년 ~ )은 대한민국의 영화 감독이다. 전계수 감독의 《뭘 또 그렇게까지》 (2009) 연출부로 영화계에 입문하였다. 이후 '꽃 3부작'으로도 불리는 《들꽃》 (2015), 《스틸 플라워》 (2016), 《재꽃》 (2017)을 발표하였으며 2020년에는 《바람의 언덕》을 발표하였다.

## 작품 목록
- 2010년 영화 《뭘 또 그렇게까지》 ... 연출부
- 2015년 영화 《들꽃》 ... 감독 & 각본 & 음악
- 2016년 영화 《스틸 플라워》 ... 감독 & 각본
- 2016년 영화 《찡찡 막막》 ... 촬영
- 2017년 영화 《재꽃》 ... 감독 & 각본
- 2018년 영화 《호랑이보다 무서운 겨울손님》 ... 제작지원
- 2020년 영화 《바람의 언덕》 ... 감독 & 각본 & 제작총괄
- 2020년 영화 《너의 오름》 ... 감독
- 2024년 영화 《샤인》 ... 감독

## 수상
| 연도 | 시상식               | 부문     | 작품            | 결과 |
| ---- | -------------------- | -------- | --------------- | ---- |
| 2015 | 서울독립영화제       | 대상     | 《스틸 플라워》 | 수상 |
| 2017 | 제5회 무주산골영화제 | 뉴비전상 | 《재꽃》        | 수상 |